# Липецк (станция)
Ли́пецк — железнодорожная станция Белгородского региона Юго-Восточной железной дороги, находящаяся в городе Липецке, административном центре Липецкой области.

## История
На этом месте в первые годы существования Липецка как областного центра был небольшой полустанок.
В начале 1960-х годов на улице Гагарина был построен двухэтажный железнодорожный вокзал в створе нынешней улицы Терешковой. Он завершил перспективу этой улицы.
Однако, это здание простояло около тридцати лет. В 1976 году институт «Липецкгражданпроект» предложил создать на базе железнодорожного вокзала комплекс, в который бы также входил автовокзал, но из-за дефицита места для стоянки автобусов от этой идеи отказались. Автовокзал было решено строить на проспекте Победы, где он находится сейчас. Новый железнодорожный вокзал на 1000 пассажиров начали строить в 1990-х годах. Он вступил в строй 16 сентября 1994 года. На вокзале скульптор Евгений Вольфсон выполнил несколько скульптур, в том числе «Начальник вокзала и обходчик», «Дама и носильщик». Другой скульптор Игорь Мазур исполнил декоративную композицию в кассовом зале по мотивам романовской игрушки, а также герб на фасаде.
В начале XXI века вокзал был реконструирован и открыт 16 июля 2003 года. В ходе работ были заново окрашены фасады, восстановлен несколько лет не работавший механизм часов на башне, вставлены новые окна золотистого цвета. Внутри здания появились сенсорные поисковые системы, новые табло, скамьи.

## Пассажирское сообщение по станции

### Расписание электропоездов
По графику 2023 года на станции останавливаются 5 электропоездов:
| № поезда       | Маршрут движения         | Время отправления | Дни            |
| -------------- | ------------------------ | ----------------- | -------------- |
| На Грязи       |                          |                   |                |
| 6002/6004/6344 | Елец — Воронеж I         | 07:40             | пн — чт        |
| 6680           | Елец — Грязи-Воронежские | 18:48             | вс             |
| 6480           | Елец — Грязи-Воронежские | 19:50             | кроме вс       |
| На Елец        |                          |                   |                |
| 6479           | Грязи-Воронежские — Елец | 07:32             | ежедневно      |
| 6001/6003      | Грязи-Воронежские — Елец | 18:50             | пн, вт, ср, вс |

### Поезда дальнего следования
По графику 2022/2023 годов через станцию курсируют следующие поезда дальнего следования:
| Круглогодичное обращение поездов | Круглогодичное обращение поездов | Круглогодичное обращение поездов | Круглогодичное обращение поездов |
| № поезда                         | Маршрут движения                 | № поезда                         | Маршрут движения                 |
| -------------------------------- | -------------------------------- | -------------------------------- | -------------------------------- |
| 25 «Воронеж»                     | Воронеж — Москва                 | 26 «Воронеж»                     | Москва — Воронеж                 |
| 29 «Липецк»                      | Липецк — Москва                  | 30 «Липецк»                      | Москва — Липецк                  |
| 49                               | Кисловодск — Санкт-Петербург     | 50                               | Санкт-Петербург — Кисловодск     |
| 69                               | Москва — Липецк                  | 70                               | Липецк — Москва                  |
| 89                               | Волгоград — Санкт-Петербург      | 90                               | Санкт-Петербург — Волгоград      |
| 115                              | Адлер — Санкт-Петербург          | 116                              | Санкт-Петербург — Адлер          |
| 121                              | Владикавказ — Санкт-Петербург    | 122                              | Санкт-Петербург — Владикавказ    |
| 135                              | Махачкала — Санкт-Петербург      | 136                              | Санкт-Петербург — Махачкала      |
| 149                              | Минеральные Воды — Минск         | 150                              | Минск — Минеральные Воды         |
| 301                              | Адлер — Минск                    | 302                              | Минск — Адлер                    |
| 307                              | Саратов — Барановичи             | 308                              | Барановичи — Саратов             |
| 389                              | Анапа — Минск                    | 390                              | Минск — Анапа                    |

| Сезонное обращение поездов | Сезонное обращение поездов     | Сезонное обращение поездов | Сезонное обращение поездов     |
| № поезда                   | Маршрут движения               | № поезда                   | Маршрут движения               |
| -------------------------- | ------------------------------ | -------------------------- | ------------------------------ |
| 227                        | Новороссийск — Санкт-Петербург | 228                        | Санкт-Петербург — Новороссийск |
| 237                        | Анапа — Москва                 | 238                        | Москва — Анапа                 |
| 247                        | Анапа — Санкт-Петербург        | 248                        | Санкт-Петербург — Анапа        |
| 259                        | Анапа — Санкт-Петербург        | 260                        | Санкт-Петербург — Анапа        |
| 293                        | Анапа — Мурманск               | 294                        | Мурманск — Анапа               |
| 475                        | Адлер — Москва                 | 476                        | Москва — Адлер                 |
| 479                        | Сухум — Санкт-Петербург        | 480                        | Санкт-Петербург — Сухум        |
| 481                        | Новороссийск — Москва          | 482                        | Москва — Новороссийск          |
| 517                        | Анапа — Москва                 | 518                        | Москва — Анапа                 |
| 533                        | Адлер — Москва                 | 534                        | Москва — Адлер                 |
| 535                        | Анапа — Смоленск               | 536                        | Смоленск — Анапа               |
| 555                        | Адлер — Смоленск               | 556                        | Смоленск — Адлер               |
| 561                        | Ейск — Москва                  | 562                        | Москва — Ейск                  |
| 587                        | Имеретинский курорт — Москва   | 588                        | Москва — Имеретинский курорт   |